# Герой на нашето време
„Герой на нашето време“ (на италиански: Un eroe dei nostri tempi) е италианска комедия от 1955 г. на режисьора Марио Моничели с участието на Алберто Сорди. Във филма участва младият Бъд Спенсър в ролята на Фернандо.

## Сюжет
Алберто е служител, средностатистически италианец в обществото на 50-те години на ХХ век. Той е привързан е към работата си и вярва, че всеки, който го срещне, иска да му донесе лош късмет. Отказва всякакви контакт с други хора, но скоро се оказва попаднал в недоразумения, и така хората, за да си отмъстят на него и на подлостта му, го принуждават да промени своята идентичност.

## В ролите
| Изпълнител       | Роля               |
| ---------------- | ------------------ |
| Алберто Сорди    | Алберто Меникети   |
| Франка Валери    | Вдовицата Де Ритис |
| Джована Рали     | Марчела            |
| Тина Пика        | Клотилде           |
| Леополдо Триесте | Аурелио            |
| Марио Каротенуто | Густаво            |
| Алберто Латуада  | Директорът         |
| Бъд Спенсър      | Фернандо           |
| Лина Бонивенто   | Леля Джована       |
| Пина Ботин       | Секретарката       |